# Paullinia nobilis
Paullinia nobilis är en kinesträdsväxtart som beskrevs av L. Radlk.. Paullinia nobilis ingår i släktet Paullinia och familjen kinesträdsväxter. Inga underarter finns listade i Catalogue of Life.